# 瑞浪市立日吉第一小学校
瑞浪市立日吉第一小学校 （みずなみしりつ　ひよしだいいちしょうがっこう）は、かつて岐阜県瑞浪市に存在した公立小学校。

## 概要
- 瑞浪市日吉町（旧・土岐郡日吉村）の南部の小学校であり、中山道の中街道[注釈 1]沿いの集落（本郷・宿・南垣外・白倉・半原など）が校区であった。1983年に日吉第二小学校と統合。日吉小学校の新設により廃校。
- 跡地は日吉コミュニティセンターとなっている。

## 沿革
- 1873年（明治6年） -
  - 厳倫義校が開校。校区は本郷村。
  - 新政義校が開校。校区は南垣外村、宿村。
  - 志道学校が開校。校区は白倉村。
- 1875年（明治8年） - 
  - 細久手村、白倉村、本郷村、平岩村、北野村、宿村、宿洞村、田高戸村、深沢村、南垣外村、志月村、松野村、半原村が合併し、日吉村が発足。
  - 厳倫義校と新政義校が統合され、新政義校となる。
  - 志道学校が浩々学校[注釈 2]に改称する。
- 1876年（明治9年） - 新政義校が日吉学校に改称する。
- 1881年（明治14年） - 浩々学校が白倉学校に改称する。
- 1886年（明治19年） - 日吉学校が日吉尋常小学校、白倉学校が白倉簡易科小学校、それぞれ改称する。
- 1894年（明治27年） - 日吉尋常小学校が日吉尋常高等小学校に改称する。
- 1909年（明治42年） - 日吉尋常高等小学校が白倉尋常小学校、半原尋常小学校、深沢尋常小学校を統合する。半原分教場、細久手分教場[注釈 3]を設置。
- 1913年（大正2年） - 細久手分教場が日吉第二尋常小学校として独立。
- 1931年（昭和6年）1月27日 - 新校舎（木造2階建。設計は洋画家宮地志行）が完成。
- 1941年（昭和16年）4月1日 - 日吉第一国民学校に改称する。
- 1947年（昭和22年）4月1日 - 日吉村立日吉第一小学校に改称する。半原分教場は半原分校となる。
- 1954年（昭和29年）4月1日 - 瑞浪土岐町、稲津村、釜戸村、大湫村、明世村（山野内、月吉、戸狩）、日吉村、恵那郡陶町が合併し、瑞浪市が発足。同時に瑞浪市立日吉第一小学校に改称する。
- 1976年（昭和51年） - 半原分校を廃止。
- 1983年（昭和58年）
  - 3月20日 - 閉校式。
  - 3月31日 - 廃校。

## その他
- 廃校まで使用された木造校舎（1931年完成）の設計は、日吉村半原出身の洋画家宮地志行によるものである。また、彼の父の宮地文一は1986年から1988年、及び1909年から1920年まで日吉尋常小学校（日吉尋常高等小学校）の校長を務めている。